# Furuhäll, Blårör och Solbergamarken
Furuhäll, Blårör och Solbergamarken är ett bebyggelseområde öster om Borgholm, mellan Borgholm och Köpingsvik, som av SCB före 2015 avgränsats till en småort i Borgholms kommun, Kalmar län. Från 2015 räkans den som en del av tätorten Borgholm.

## Galleri

Ett galleri med bilder från området
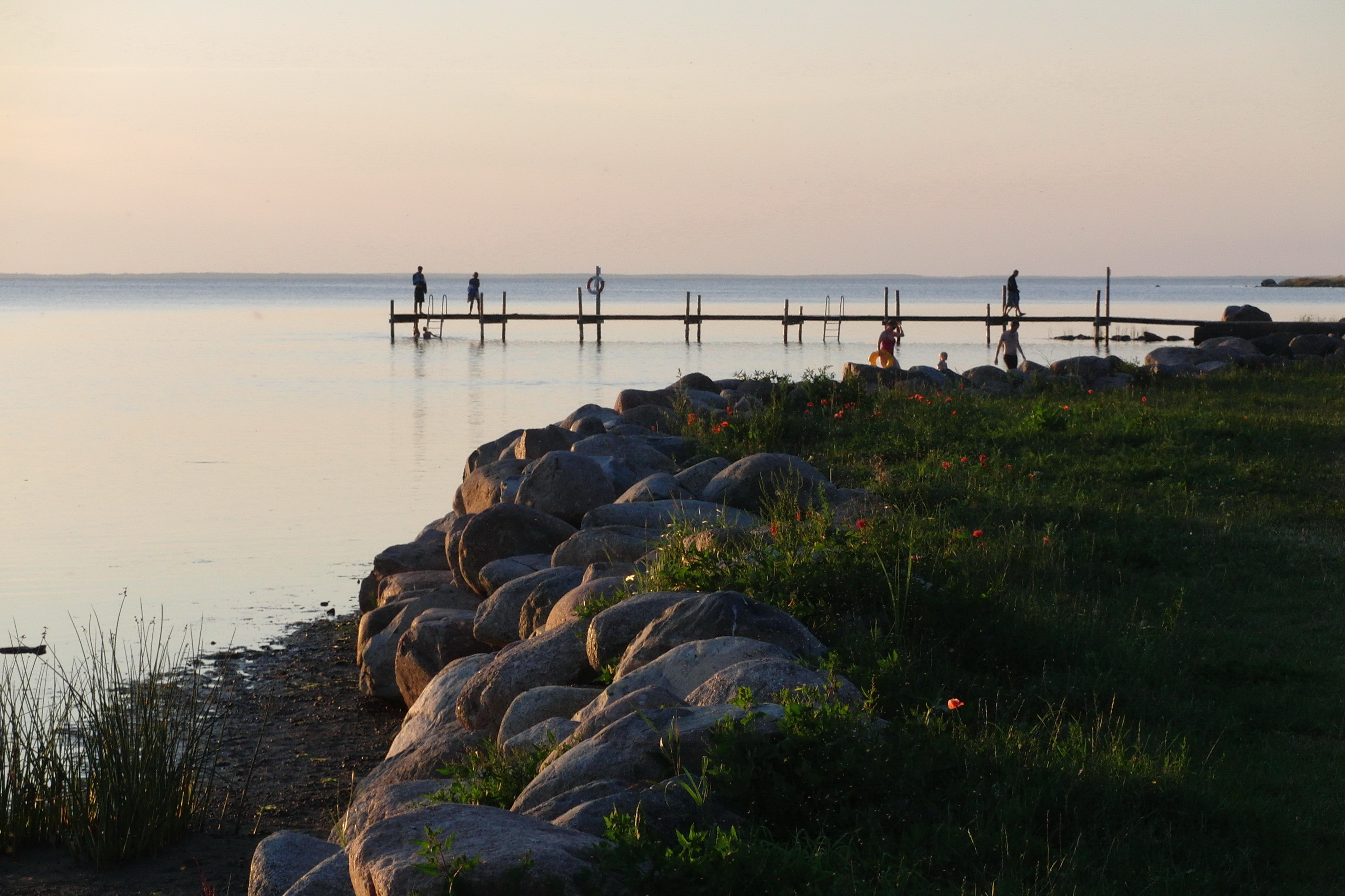
Sjöstugan i Blårör
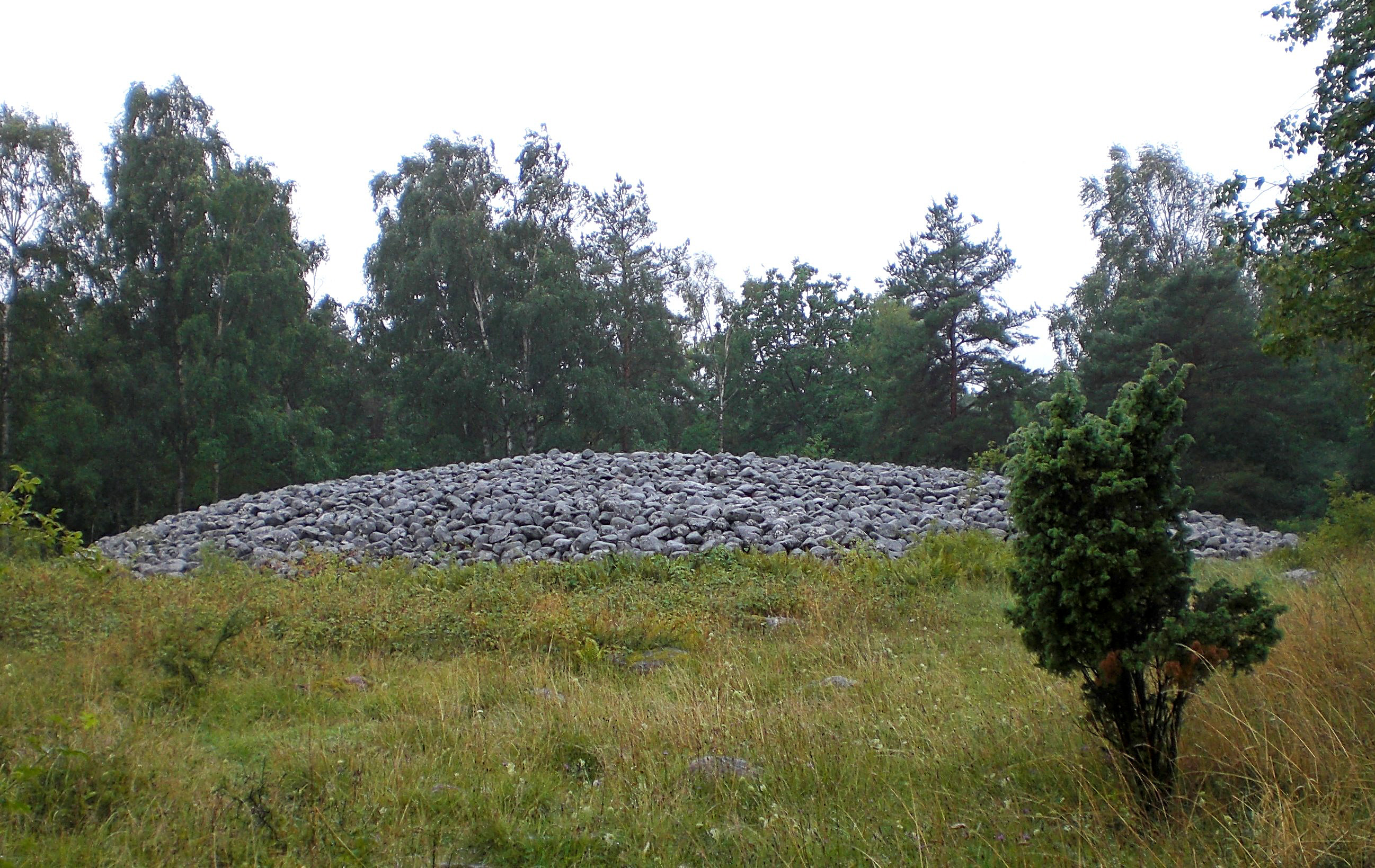
Blårör (ett gravröse)
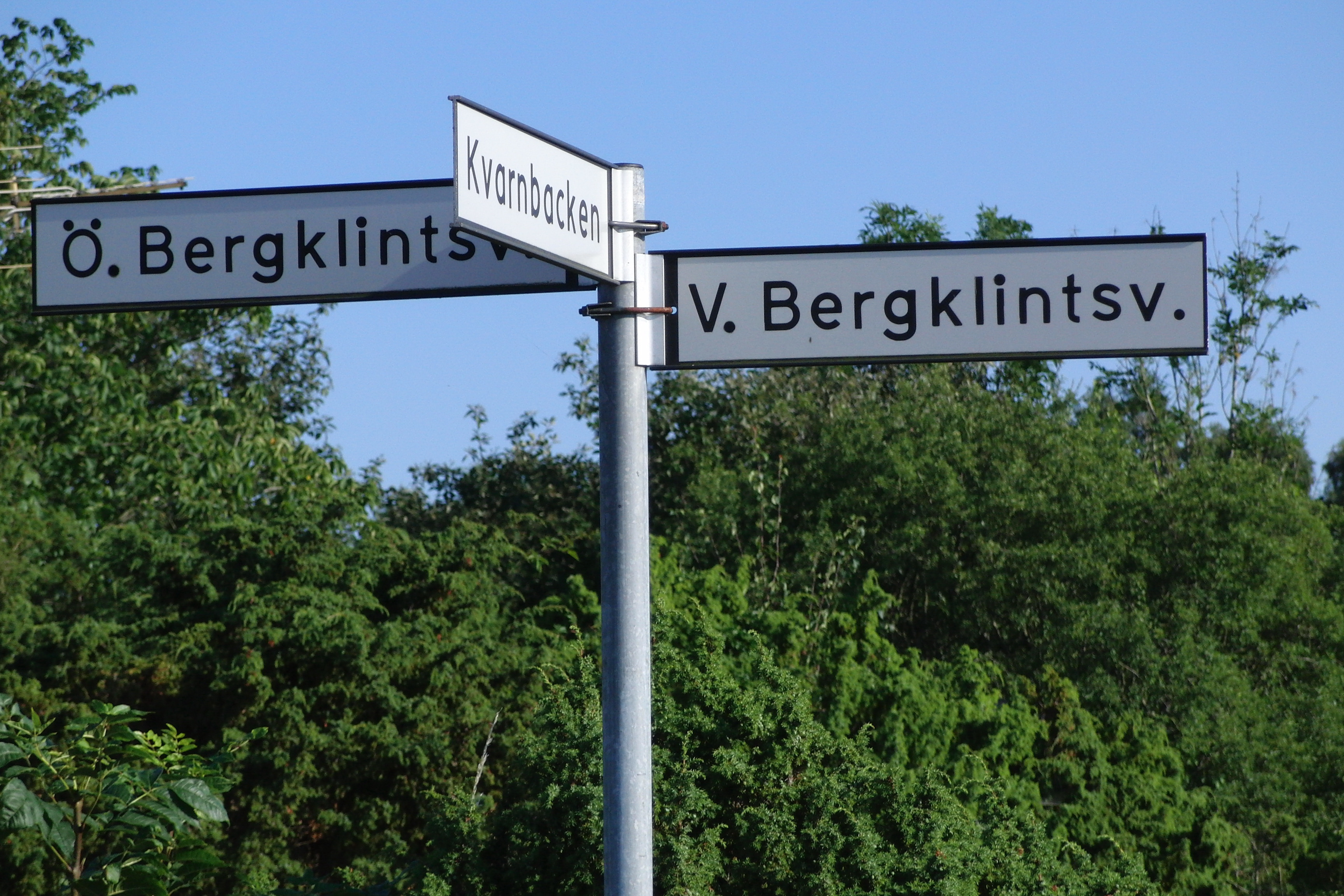
Vägar i Furuhäll, Östra och västra Bergklintsvägen
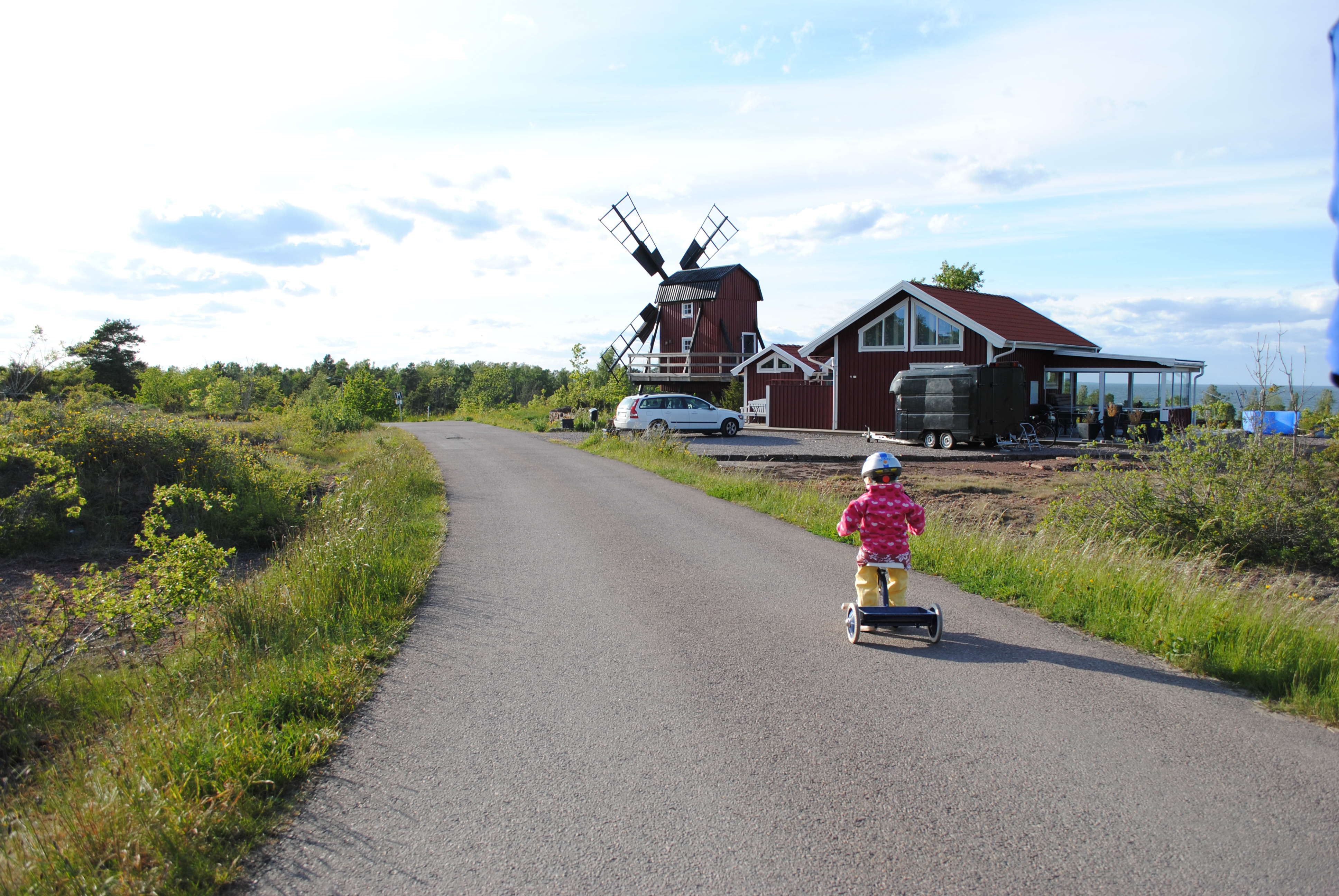
Furhällsvägen, Furuhäll